# Gracula
Gracula – rodzaj ptaków z podrodziny gwarków (Mainatinae) w rodzinie szpakowatych (Sturnidae).

## Zasięg występowania
Rodzaj obejmuje gatunki występujące w południowej i południowo-wschodniej Azji.

## Morfologia
Długość ciała 23–32 cm; masa ciała 126–229 g.

## Systematyka

### Etymologia
- Gracula: łac. graculus „nieznany ptak”, utożsamiany z kawką ze względu na jej okrzyki brzmiące jak „gra gra”[8].
- Eulabes: gr. ευλαβης eulabēs „pobożny, pełen szacunku”, od ευσεβης eusebēs „religijny”, od ευ eu „prawdziwie”; σεβω sebō „czcić”[9]. Gatunek typowy: Gracula religiosa Linnaeus, 1758.
- Mainatus: fr. Mainate, nazwa dla gwarków lub wilgowrona, od hindi Mainā lub Maynā, nazwa dla gwarka czczonego[10]. Gatunek typowy: Mainatus major Vieillot, 1817 (= Gracula religiosa Linnaeus, 1758).

### Podział systematyczny
Do rodzaju należą następujące gatunki:
- Gracula ptilogenys Blyth, 1846 – gwarek cejloński
- Gracula indica (Cuvier, 1829) – gwarek malabarski – takson wyodrębniony z G. religiosa[12][13]
- Gracula religiosa Linnaeus, 1758 – gwarek czczony